# Izrael na Letnich Igrzyskach Olimpijskich 2000
Izrael na Letnich Igrzyskach Olimpijskich 2000 reprezentowało 39 zawodników, 29 mężczyzn i 10 kobiet.

## Zdobyte medale
| Medal | Zawodnik          | Dyscyplina  | Konkurencja |
| ----- | ----------------- | ----------- | ----------- |
| Brąz  | Micha’el Kolganow | Kajakarstwo | K-1 500 m   |